# Domenico Rea
Domenico Rea (født 8. september 1921 i Napoli, død 26. januar 1994 i Napoli) var en italiensk forfatter og journalist. Han var en af de vigtige napolitanske forfattere i den neo-realistiske tradition.
I sit forfatterskab gav han stemme til folk fra den nederste del af samfundet uden at karikere dem i stereotyper.

## Biografi
Familien bosatte sig i Nocera i 1924 og her tilbragte han sin barndom sammen med sine to søstre og sine forældre. Han havde livet igennem tilknytning til Syditalien.
Domenico Rea skrev fra 1941 til 1943 flere artikler i ugebladet Il Popolo Fascista og avisen GUF (Gruppo Universitario Fascista) Noi Giovani.  I en årrække arbejdede han desuden som arbejdsmand med forskellige småjobs. 
I 1944 meldte han sig ind i det kommunistiske parti (PCI). Hans første bog udkom i 1947 (Spaccanapoli)
Han mødte sin kommende hustru, Annamaria Perilli, i 1942 og de blev gift i Napoli 28. oktober 1949. De fik en datter, Lucia Rea, i 1954. Efter en rejse til Prag i 1956 meldte han sig ud af Det kommunistiske parti, PCI, men havde forsat kontakt til sine venner fra partiet.
Han blev i 1970 ansat som journalist på RAI og samarbejdede med avisen Corriere della Sera.

## Anerkendelse
Domenico Rea modtog flere priser for sit forfatterskab: I 1951 vandt han Viareggio prisen: i 1965 vandt han Settembrini prisen; i 1993 vandt han Strega prisen.
Hans bog Ninfa plebea er blevet filmatiseret i 1996 af den italienske instruktør Lina Wertmüller.